# Nábytkářský průmysl
Nábytkářský průmysl je průmysl zabývající se výrobou nábytku, převážně ze dřeva (pilařské závody), nebo polotovaru (dřevotřískové desky, dřevovláknité desky, překližky atd).
Výrobny nábytku se specializují na určitý sortiment.

## Zaměření výroben nábytku
- Stolový nábytek a jídelní židle popřípadě doplňky
- Kuchyňské linky
- Kancelářský nábytek
- Nábytek sektorový a solitérní

## Rozdělení

### Stolařství (dříve truhlářství)
Výroba nábytku převážně na míru, ruční výroba nábytku,opravy nábytku vybavení: Formátovací pila, olepovačka hran, soustruh, horní fréza, sdružené obráběcí stroje.

### Sériová výroba nábytku
Je prováděna ve výrobních halách, kde probíhá optimální výrobní proces (technologie výroby). Vstupem jsou polotovary, které jsou dále zpracovávány, zušlechťovaný na konečný výrobek.
vybavení sériové výroby: Obráběcí poloautomatické stroje (čtyřstranná fréza, egalizační bruska, oboustranně zkracovací pila), plně automatické obráběcí stroje, CNC obráběcí centra, případně s DNC řízením.

## Výrobní firmy(bývalé i současné, výběr):
- Falcon Mimoň
- IKEA, mezinárodní firma se sídlem ve Švédsku
- Interier Praha
- Jitona Soběslav
- Tatra nábytok n. p. Pravenec
- TON Bystřice pod Hostýnem
- UP závody Rousínov